# Przytkowice (gmina)
Gmina Przytkowice (niem. Landgemeinde Przytkowice) – dawna gmina wiejska funkcjonująca w latach 1940–1944 (de facto do 1945) pod okupacją niemiecką w Polsce. Siedzibą gminy były Przytkowice.
Gmina Przytkowice funkcjonowała przejściowo podczas II wojny światowej w powiecie Krakau (krakowskim) w Generalnym Gubernatorstwie. Utworzona została ze skasowanej i podzielonej na dwie części gminy Kalwaria (z drugiej części utworzono gminę Landskron, jedną gromadę  – Barwałd Górny – włączono do nowej gminy Klecza, a trzy – Brody, Bugaj i Zebrzydowice – włączono do miasta Kalwaria). Gmina od północy graniczyła z gminą Brzeźnica, od wschodu z nowo utworzoną gminą Skawina, od południa z nową gminą Landskron i miastem Kalwarią, a od zachodu z nową gminą Klecza.
W skład gminy Przytkowice weszło sześć gromad z dotychczasowej gminy Kalwaria: Leńcze (1004 mieszkańców), Podolany (338), Przytkowice (1853), Stanisław Dolny (1335), Stanisław Górny (989) i Wysoka (1534). Obszary te należały przed wojną do powiatu wadowickiego w woj. krakowskim. W 1943 gmina Przytkowice liczyła 7053 mieszkańców.
Gminę zniesiono po wojnie, powracając do stanu administracyjnego z czasów II Rzeczypospolitej.